# Sakkie van Zyl
Pour les articles homonymes, voir van Zyl.
Pas d'image ? Cliquez ici

a Compétitions nationales et continentales officielles uniquement.

b Matchs officiels uniquement.
Christoffel Gert Petrus "Sakkie" van Zyl, né le 1er juillet 1932 à Dealesville et mort le 24 novembre 2017 à Bloemfontein, est un ancien joueur de rugby international sud-africain. Il évolue au poste de pilier.

## Carrière
Il dispute son premier test match le 31 juillet 1965 contre les All Blacks. Il est retenu pour quatre matchs. Il dispute son dernier match international le 18 septembre 1965.
Il effectue sa carrière au sein de la province d'Orange Free State.
Il fait partie de l'équipe d'Orange Free State de 1958 qui affrontent les Français dans une tournée historique pour les Bleus. 

## Palmarès
- 4 sélections
- Sélections par saison : 4 en 1965.